# Even with My Eyes Closed
Even with My Eyes Closed är en singel från 2013 av det svenska hårdrocksbandet Bulletrain. "Even with My Eyes Closed" hade först lanserats på bandets andra EP, Turn It Up! (2009) och en nyinspelad version av låten släpptes senare på Bulletrains debutalbum Start Talking (2014). Singeln nämndes för första gången på bandets Myspace-konto den 14 maj 2010 och B-sidan, "Take Me to the Sun", hade nämnts redan den 13 oktober 2009 på Bulletrains Twitter-konto; "Take Me to the Sun" skulle även den komma att släppas på Start Talking i en nyinspelad version.
Singeln spelades in i Polar Studios i Stockholm tillsammans med producenten Chris Laney den 18–19 juni 2010. Dagen innan bandmedlemmarna åkte till Stockholm bestämde sig basisten, Emil Lundberg, för att lämna bandet. Som tillfällig basist togs Björn ”Nalle” Påhlsson in för inspelningen av låtarna. Den 6 juli 2010 släppte Bulletrain smakprover från båda låtarna och de spelades i akustiska versioner under Expressen XL Live i Stockholm den 24 september samma år. 
Den 24 februari 2011 lämnade sångaren Robert Lindell bandet och lanseringen av singeln lades på is, då Lindell inte ville att fler låtar där han sjöng skulle släppas. Dock släpptes "Take Me to the Sun" på samlingsalbumet Rock for Japan, som lanserades den 29 april 2011. Det skulle dröja till den 4 januari 2013 innan singeln med båda låtarna släpptes.

## Låtlista
| Nr | Titel                    | Längd |
| -- | ------------------------ | ----- |
| 1. | Even with My Eyes Closed | 4:11  |
| 2. | Take Me to the Sun       | 4:17  |